# Třída Futami
Třída Futami je třída hydrografických výzkumných lodí Japonských námořních sil sebeobrany (JMSDF). Mezi první a druhou lodí této třídy existuje mnoho rozdílů, jelikož druhá jednotka byla objednána s odstupem sedmi let po první.

## Stavba
Celkem byla postavena dvě plavidla této třídy. První jednotku postavila loděnice Mitsubishi Heavy Industries v Šimonoseki, druhou loděnice Hitachi Zosen v Maizuru.
Jednotky třídy Futami:
| Název             | Zahájení stavby | Spuštěna na vodu | Uvedena do služby | Poznámka                 |
| ----------------- | --------------- | ---------------- | ----------------- | ------------------------ |
| Futami (AGS-5102) | 20. ledna 1978  | 9. srpna 1978    | 27. února 1979    | vyřazena 17. března 2010 |
| Wakasa (AGS-5104) | 21. srpna 1984  | 21. května 1985  | 25. února 1986    | aktivní                  |

## Konstrukce

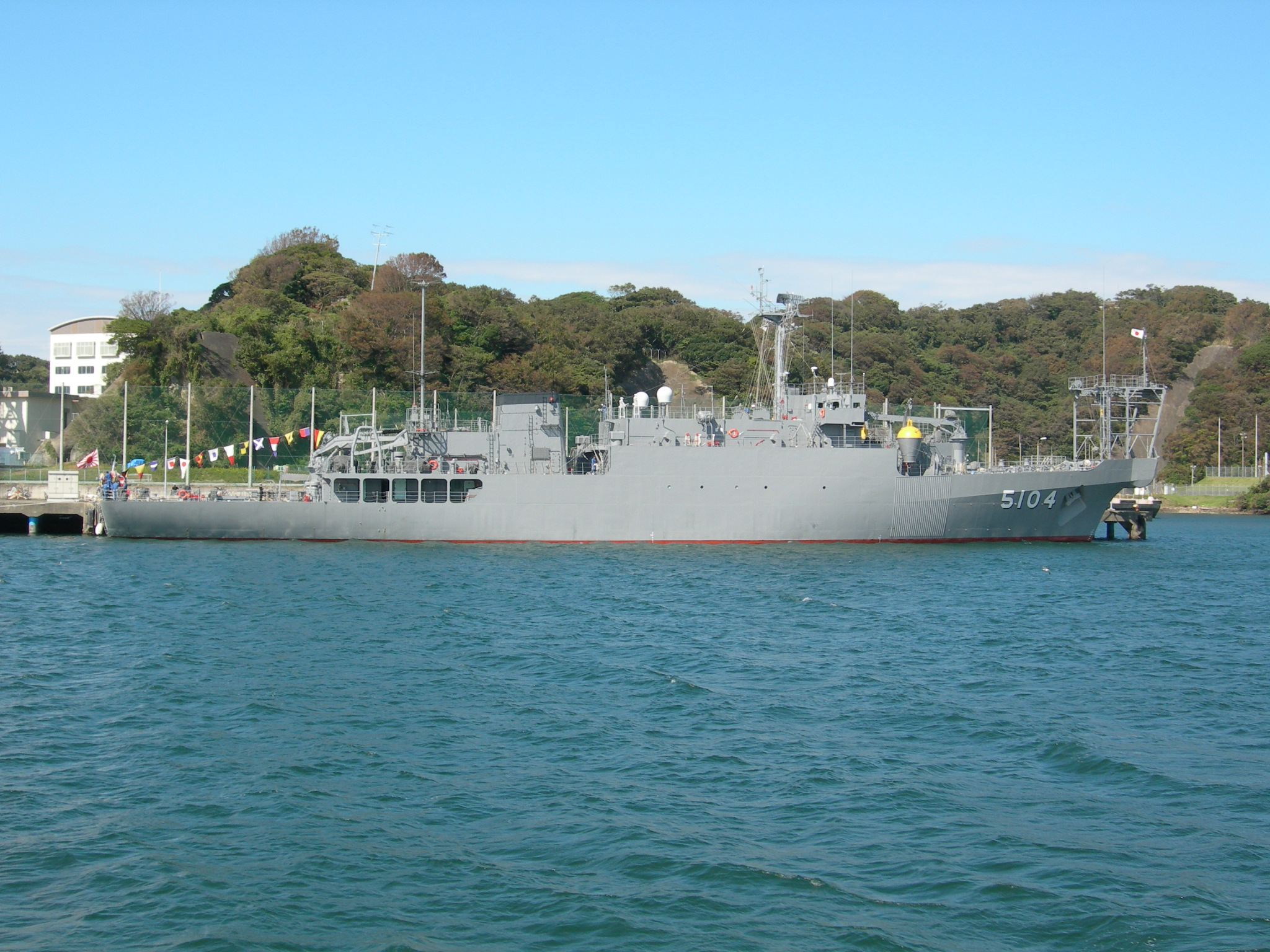
Wakasa (AGS-5104)

### Futami
Posádku plavidla tvořilo 95 námořníků. Plavidlo neslo námořní vyhledávací radar OPS 18 a řadu dalšího vědeckého vybavení. Dále je vybaveno jedním 11metrovým pracovním člunem a jedním 9,7metrovým rychlým člunem na levé straně. Je prý rovněž vybaveno americkým dálkově ovládaným (ROV) Hydro Products RCV-225 pro podvodní práci. Pohonný systém tvoří dva dieselové motory Kawasaki/MAN V8V22/30ATL, každý o výkonu 2200 hp, které pohánějí dva lodní šrouby. Elektřinu dodávají jeden turbínový a tři dieselové generátory o celkovém výkonu 1800 kW. Manévrování usnadňuje příďové dokormidlovací zařízení. Nejvyšší rychlost dosahuje 16 uzlů.

### Wakasa
Jedná se o zdokonalenou verzi předcházející Futami. Posádka plavidla narostla na 105 námořníků. Původní licenční německé diesely byly nahrazeny domácími vznětovými motory Fuji 8L27.5XF, každý o výkonu 2250 hp. Kromě toho používá Wakasa stejné vybavení a nástroje, jako měla Futami.